# Stazione di Pozzolo-Volta
La stazione di Pozzolo-Volta era una fermata ferroviaria della ferrovia Mantova-Peschiera, posta a servizio dei comuni di Pozzolo e di Volta Mantovana.

## Storia
Completata nel 1927 a cura del Consorzio interprovinciale per la Ferrovia Mantova-Peschiera, la linea ferroviaria, e con essa la fermata, venne affidata nel 1932 in subconcessione la linea alla Società Anonima Esercizi Riuniti (SAER); l'inaugurazione ufficiale avvenne il 13 maggio 1934.
Il 14 febbraio 1948 il Consorzio Interprovinciale riassunse la gestione diretta della linea e degli impianti.
Nel 1963 la gestione della linea passò infine all'Azienda Interprovinciale Autoservizi di Mantova (APAM) che interruppe nell'estate di quell'anno i collegamenti diretti con la darsena di Peschiera e la navigazione lacuale del Garda. Il Ministero dei trasporti, con decreto 23 agosto 1966, n. 2974, decise di sostituire la linea con un autoservizio e i treni passeggeri e merci percorsero per l'ultima volta la linea il 30 aprile 1967.

## Movimento
La fermata era interessata dal traffico locale passeggeri per Mantova e, dal 31 marzo 1957, dalle corse dirette da/per Brescia.